# Kriegerdenkmal Wieskau

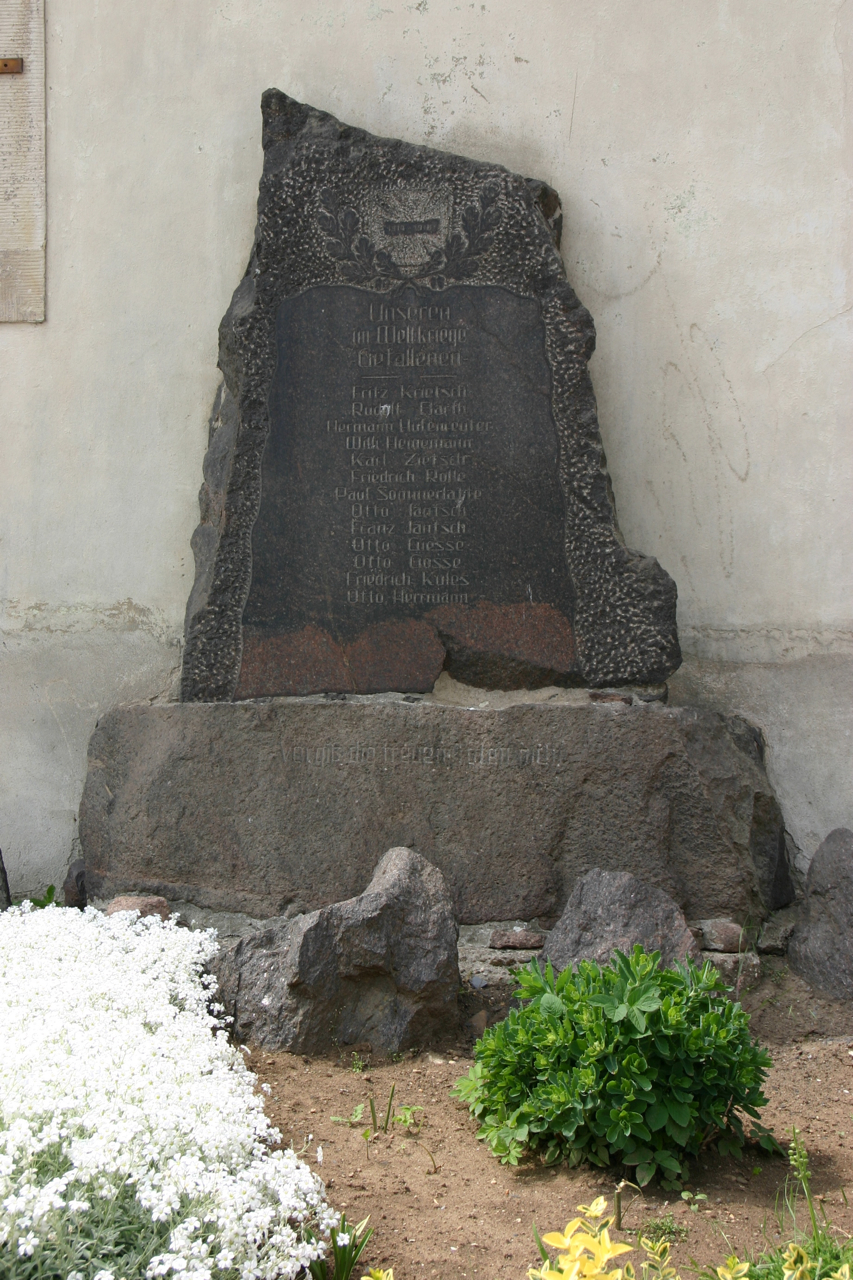
Das Kriegerdenkmal in Wieskau am Chor der Kirche

Das Kriegerdenkmal Wieskau ist ein denkmalgeschütztes Kriegerdenkmal im Ortsteil Wieskau der Stadt Südliches Anhalt in Sachsen-Anhalt. Im örtlichen Denkmalverzeichnis ist es mit der Erfassungsnummer 094 18083  als Kleindenkmal verzeichnet.

## Allgemeines
Das Kriegerdenkmal in Wieskau steht an der Außenmauer der Kirche des Ortes. Es wurde zur Erinnerung an 13 gefallene Soldaten des Ersten Weltkriegs errichtet. Es wirkt wie ein großer Grabstein mit einer Inschrift und den Namen der gefallenen Soldaten. Verziert ist es mit einem Eisernen Kreuz und einem Eichenlaub.